# Ettore Ponti
Ettore Giovanni Giuseppe Ponti, I marchese di Ponti (Gallarate, 26 gennaio 1855 – Biumo superiore, 2 ottobre 1919), è stato un politico, dirigente d'azienda, dirigente pubblico e filantropo italiano, senatore nella XXI legislatura del Regno d'Italia e sindaco di Milano dal 1905 al 1909.

## Biografia

### I primi anni

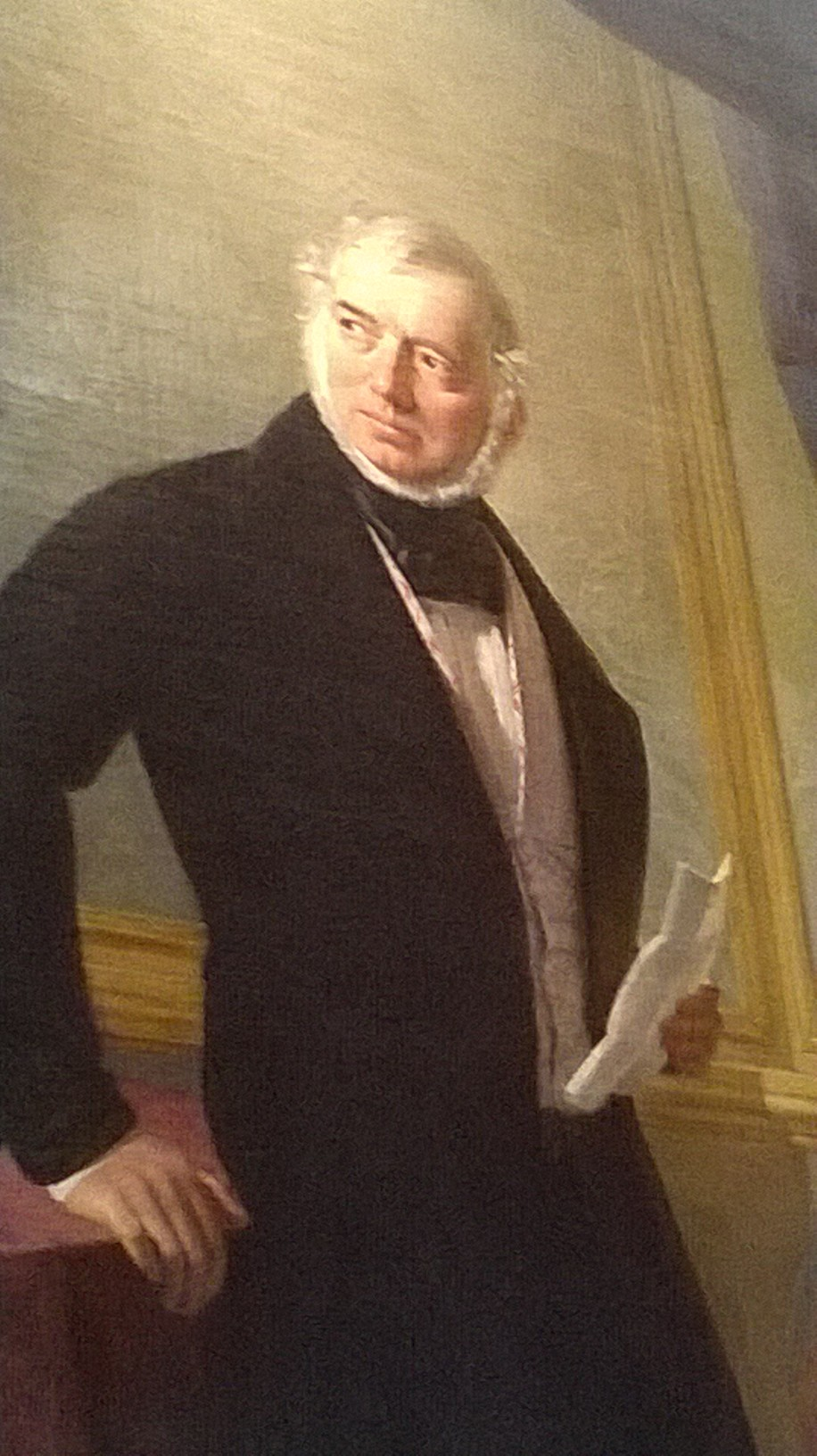
Andrea Ponti, facoltoso industriale padre di Ettore

Ettore Ponti nacque a Gallarate in provincia di Varese il 26 gennaio 1855 da Andrea, facoltoso industriale tessile del varesotto a cui è intitolato a Gallarate l'Istituto professionale di Stato Andrea Ponti, e da Virginia Pigna, esponente della borghesia locale e cognata dell'industriale cotoniero Francesco Antonio Turati.
Dopo aver compiuto gli studi superiori in area classica, fu volontario per un anno nella scuola ufficiali del Genova Cavalleria e subito dopo si imbarcò per un tour in Europa per far visita ai più importanti stabilimenti di filatura e tessitura dell'epoca, su espressa volontà del padre che lo indirizzò allo studio ed all'osservazione delle più moderne tecniche del campo.
Interessatosi anche all'agricoltura, si adoperò per la costruzione dei primi villaggi industriali italiani costruendo non solo case per gli operai ma anche asili e scuole, forni, cooperative e società di mutuo soccorso. A tale scopo si adoperò anche in cooperazione con l'Ospedale Maggiore di Milano per creare dei nuovi padiglioni per la cura e la riabilitazione degli operai infortunati sul lavoro.

### L'impegno nella società
Nominato consigliere comunale di area liberale a Milano nel 1881, la sua popolarità lo portò ad essere membro di moltissime associazioni tra le quali la Società esercente il Teatro alla Scala di Milano (1901-1907), il consiglio delle Assicurazioni Generali di Venezia, l'Associazione Nazionale Invenzioni, il Comitato generale per la Fiera campionaria italiana, la Società dantesca italiana. Fu consigliere del Patronato d'assicurazione e soccorso per gli infortuni sul lavoro fondato nel 1883 da Ugo Pisa. Fu inoltre presidente del S.A. Cotonificio di Solbiate Olona, del Cotonificio Furter, del Consiglio d'amministrazione della Società Anonima Meccanica Lombarda di Monza, del Linificio e canapificio nazionale di Milano, del Pio istituto oftalmico di Milano,, della Società operaia di Gallarate, dell'Associazione cooperativa "Famiglia Agricola" di Cornaredo, del Consorzio per l'assetto degli istituti di istruzione superiore di Milano e dell'Associazione per lo sviluppo dell'Alta cultura di Milano. Fu inoltre fondatore dell'Istituzione agraria Andrea Ponti presso la Scuola superiore di agricoltura di Milano, della Società storica lombarda di Milano, della Società d'incoraggiamento d'arti e mestieri di Milano, dell'Associazione liberale milanese nonché Consigliere accademico dell'Accademia di belle arti di Milano.
Nel 1881 venne inoltre incluso nel consiglio per l'esposizione nazionale che si tenne proprio in quell'anno a Milano.
Con la somma ricevuta in eredità dallo zio Francesco Ponti (1832-1895), morto senza eredi diretti, da destinare ad opere benefiche fece costruire nell'ambito dell'Ospedale Maggiore di Milano in via Francesco Sforza, 35 due padiglioni dedicati allo zio Francesco, uno per chirurgia e l'altro, divenuto poi Padiglione Moneta, per la meccanoterapia.
Nel 1901, dal 18 aprile, Ettore Ponti entrò a far parte del Consiglio di Amministrazione della neocostituita Società Anonima Meccanica Lombarda con sede sociale a Milano, stabilimento in Monza e deposito a Napoli, che un decennio dopo avrà la licenza di costruire gli aeroplani modello "Aviatik" impiegati nella Guerra italo-turca.

### La carriera politica

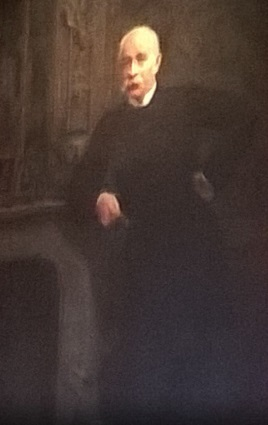
Ettore Ponti in un ritratto d'inizio Novecento conservato presso le Ville Ponti di Varese.

Eletto alla camera dei deputati nelle file dei liberali nel 1890 e poi nuovamente nel 1892, rifiutò un terzo mandato nel 1895. Venne quindi eletto Senatore del Regno d'Italia con il Governo Pelloux II il 14 giugno del 1900 e giurò ufficialmente il 30 giugno dello stesso anno.
Come ebbe a ricordare lo stesso ministro Tittoni al suo elogio funebre al senato a Roma, l'opera politica del Ponti a favore della nazione fu perlopiù marginale, visti i molteplici interessi ed impegni di natura politica che lo trattennero a Milano.

#### Sindaco a Milano

L'inaugurazione dell'Esposizione internazionale di Milano del 1906, alla presenza di Vittorio Emanuele III, della regina Margherita. A fianco del sovrano il sindaco Ettore Ponti

Dal 7 febbraio 1905 all'11 maggio 1909 ricoprì la carica di Sindaco di Milano dove già era stato consigliere dal 1881 per i Liberali con l'appoggio dei cattolici. La sua amministrazione della capitale lombarda fu contraddistinta, come la sua persona, da uno spirito meramente tecnico e manageriale, guidando la città in un momento delicato che coincideva con la sua espansione da un lato e con la richiesta di nuovi servizi come ad esempio un nuovo macello con annesso mercato del bestiame, un nuovo mercato ortofrutticolo, la costruzione delle prime case popolari e la costituzione dell'azienda elettrica municipale per la gestione delle fonti elettriche su tutto il comune. Come proprio assessore ai lavori pubblici scelse un docente del Politecnico milanese, l'ingegner Cesare Saldini, che avviò nuovi lavori per mutare il volto della città di Milano.
Per condurre quest'impresa di portata colossale, la giunta Ponti si servì di una nuova politica fiscale che puntava sull'imposta diretta: le risorse per gli investimenti programmati in politica vennero derivate da un prestito di 70.000.000 di lire contratto con la Cassa Depositi e Prestiti, i cui costi annui vennero gestiti grazie ad un'imposta progressiva sul reddito e una sul valore delle aree edificabili. Questa politica inaugurata dal Ponti a Milano, era figlia della necessità di trovare un periodo di pace sociale per evitare gli sconvolgimenti avvenuti coi moti di Milano del 1898 sotto il governo della Sinistra Storica, anche a scapito di intaccare alcuni degli interessi (come quelli degli investimenti sui fabbricati) della sua stessa classe sociale e politica, quella degli industriali, fatto che ovviamente originò una profonda spaccatura all'interno dello schieramento liberale in consiglio comunale.
Come primo cittadino, guidò inoltre il comitato milanese di soccorso che si incaricò della costruzione di un nuovo centro urbano, l'attuale Martirano Lombardo (CZ), destinato ad accogliere la popolazione superstite di Martirano antico (CZ) dopo il terremoto dell'8 settembre 1905.
Nel 1906 predispose la città di Milano per l'accoglienza dell'Esposizione internazionale che si estese su un'area di 100 ettari e coinvolse alcuni punti importanti della città come il Castello Sforzesco e portò alla visita di 10.000.000 di persone. Nel progetto coinvolse l'architetto Luca Beltrami che aveva partecipato al restauro del castello milanese. L'evento venne inaugurato alla presenza di re Vittorio Emanuele III e della regina Margherita.
Verso la fine del suo mandato, nel 1909, le crescenti pressioni politiche portarono infine il Ponti a dimettersi da sindaco.

### Gli ultimi anni
Con decreto di re Vittorio Emanuele III, in data 28 aprile 1906, per i propri meriti industriali e sociali e per il successo avuto dall'esposizione internazionale del 1906 che aveva rilanciato la città di Milano e l'Italia intera nel panorama mondiale, Ettore Ponti ottenne il titolo di marchese sul cognome, con diritto alla trasmissibilità per maschi primogeniti.
Morì per un arresto cardiaco il 2 ottobre 1919 a Biumo superiore, località di Varese, nel complesso delle Ville Ponti fatto erigere da suo padre. L'amico senatore Tommaso Tittoni, tenne un discorso di elogio in sua memoria presso il senato a Roma.
La città di Milano gli ha dedicato una via.

## Matrimonio e figli
Ettore Ponti sposò la nobildonna siciliana Remigia Spitaleri, dei baroni di Muglia, figlia di Felice e di sua moglie, Maria Grimaldi. La coppia ebbe insieme tre figli, tre maschi ed una femmina:
- Leone (1880-1970), genealogia famiglia Ponti
- Andrea (1884-1933), II marchese Ponti
- Gianfelice (1887-1967), III ed ultimo marchese Ponti
- Virginia (1896-1989), sposò Aldo Lanari (1892-1962)

## Ascendenza
|                      |                 |                     | Genitori |  |  | Nonni |  |  | Bisnonni     |  |  | Trisnonni        |  |
|                      |                 |                     |          |  |  |       |  |  | Andrea Ponti |  |  | Bartolomeo Ponti |  |
|                      |                 |                     |          |  |  |       |  |  | Andrea Ponti |  |  | Bartolomeo Ponti |  |
|                      |                 | Caterina Luoni      |          |  |  |       |  |  | Andrea Ponti |  |  |                  |  |
| Giuseppe Ponti       |                 |                     |          |  |  |       |  |  | Andrea Ponti |  |  |                  |  |
|                      |                 | Francesca Puricelli | …        |  |  |       |  |  |              |  |  |                  |  |
|                      |                 | Francesca Puricelli | …        |  |  |       |  |  |              |  |  |                  |  |
|                      |                 | Francesca Puricelli | …        |  |  |       |  |  |              |  |  |                  |  |
| Andrea Ponti         |                 | Francesca Puricelli |          |  |  |       |  |  |              |  |  |                  |  |
|                      |                 | …                   | …        |  |  |       |  |  |              |  |  |                  |  |
|                      |                 | …                   | …        |  |  |       |  |  |              |  |  |                  |  |
|                      |                 | …                   | …        |  |  |       |  |  |              |  |  |                  |  |
| Maria Antonia Longhi |                 | …                   |          |  |  |       |  |  |              |  |  |                  |  |
|                      |                 | …                   | …        |  |  |       |  |  |              |  |  |                  |  |
|                      |                 | …                   | …        |  |  |       |  |  |              |  |  |                  |  |
|                      |                 | …                   | …        |  |  |       |  |  |              |  |  |                  |  |
| Ettore Ponti         |                 | …                   |          |  |  |       |  |  |              |  |  |                  |  |
|                      | Francesco Pigna | …                   |          |  |  |       |  |  |              |  |  |                  |  |
|                      | Francesco Pigna | …                   |          |  |  |       |  |  |              |  |  |                  |  |
|                      | Francesco Pigna | …                   |          |  |  |       |  |  |              |  |  |                  |  |
| Giovanni Pigna       | Francesco Pigna |                     |          |  |  |       |  |  |              |  |  |                  |  |
|                      |                 | …                   | …        |  |  |       |  |  |              |  |  |                  |  |
|                      |                 | …                   | …        |  |  |       |  |  |              |  |  |                  |  |
|                      |                 | …                   | …        |  |  |       |  |  |              |  |  |                  |  |
| Virginia Pigna       |                 | …                   |          |  |  |       |  |  |              |  |  |                  |  |
|                      |                 | Antonio Turati      | …        |  |  |       |  |  |              |  |  |                  |  |
|                      |                 | Antonio Turati      | …        |  |  |       |  |  |              |  |  |                  |  |
|                      |                 | Antonio Turati      | …        |  |  |       |  |  |              |  |  |                  |  |
| Elisabetta Turati    |                 | Antonio Turati      |          |  |  |       |  |  |              |  |  |                  |  |
|                      |                 | Anna Maria Crespi   | …        |  |  |       |  |  |              |  |  |                  |  |
|                      |                 | Anna Maria Crespi   | …        |  |  |       |  |  |              |  |  |                  |  |
|                      |                 | Anna Maria Crespi   | …        |  |  |       |  |  |              |  |  |                  |  |
|                      |                 | Anna Maria Crespi   |          |  |  |       |  |  |              |  |  |                  |  |